# Hulda from Holland
Hulda from Holland is een stomme film uit 1916 onder regie van John B. O'Brien.

## Verhaal
Hulda is een Nederlands meisje dat moet zorgen voor haar drie jongere broers na de dood van haar ouders. De vriendelijke burgemeester zorgt er persoonlijk voor dat Hulda er niet slecht voor staat. Met zijn hulp trekt ze samen met haar broertjes in bij hun rijke oom Peter. Als Peter onderweg is om ze op te halen, raakt hij bewusteloos en wordt hij naar een ziekenhuis gebracht. Hierdoor moet Hulda naar een Nederlands opvangtehuis. Hier wordt ze verliefd op Allan Walton. Wat ze niet weet is dat hij de zoon van magnaat John Walton is, de eigenaar van het land van Peter.

## Rolverdeling
| Acteur            | Personage       |
| ----------------- | --------------- |
| Mary Pickford     | Hulda           |
| John Bowers       | Allan Walton    |
| Frank Losee       | John Walton     |
| Russell Bassett   | Oom Peter       |
| Harold Hollacher  | Kleine Jacob    |
| Charles E. Vernon | De burgemeester |